# Escuela de negocios Wharton
La Escuela de Negocios Wharton es una de las facultades de la Universidad de Pensilvania, institución de la Ivy League en Filadelfia. Imparte tanto titulaciones de grado (Bachelor of Science en Economía), como de postgrado (Maestría en Administración de Negocios y doctorados). Establecida en 1881, mediante una donación del benefactor Joseph Wharton, es la escuela de negocios más antigua del mundo.

## Historia
Joseph Wharton fundó la escuela en 1881 como la primera escuela de negocios universitaria en los Estados Unidos. Mirado como un innovador y visionario, su propósito era «impartir una educación liberal en todas las materias relacionadas con las finanzas y la economía». Wharton publicó los primeros libros de textos de negocios, estableció el primer centro de investigación en una escuela de negocios, creó el primer centro para el espíritu emprendedor, creó el primer programa en la gerencia internacional, estableció el primer MBA en cuidado médico y propiedades inmobiliarias, y el primer programa ejecutivo desarrollado de la educación. Hoy Wharton es reconocida por su dirección innovadora y una gran fortaleza académica en cada disciplina importante y en todos los niveles de la educación en el ámbito de los negocios. La escuela tiene aproximadamente 2320 estudiantes, 1671 MBA y estudiantes doctorales.

## Rankings
Wharton es considerada una de las escuelas de negocios líderes y más prestigiosas del mundo, con un network de 99 000 exalumnos en 153 países, incluyendo al presidente de los Estados Unidos Donald Trump, al fundador de SpaceX Elon Musk, y la CFO de Alphabet Inc. (Google) Ruth Porat. Actuales y previos CEOs de compañías Fortune 500 son exestudiantes de Wharton, entre ellas General Electric, Boeing, Pfizer, Comcast, Oracle, PepsiCo y Johnson & Johnson.
Su programa de pregrado en negocios ocupa el primer lugar en el ranking universitario de Estados Unidos. El programa de MBA en Wharton ocupa el primer puesto según el ranking de U.S. News & World Report  y el segundo lugar, según el Financial Times.